# Теорема про три геодезичні
У диференціальній геометрії теорема про три геодезичні стверджує, що кожен ріманів многовид з топологією сфери має три замкнені геодезичні, які є простими замкненими кривими без самоперетинів. Теорема також буде вірною для випадку квазігеодезичних ліній на поверхні опуклого багатогранника.

## Історія та доведення

Тривісний еліпсоїд та його три геодезичні

Виникнення теореми пов'язане із математикою навігації в океані, де поверхня Землі може бути точно змодельована за допомогою еліпсоїда, а також у зв'язку з вивченням геодезичних на еліпсоїді. Зокрема, тривісний еліпсоїд має тільки три прості замкнуті геодезичні що є його екваторами. У 1905 році Анрі Пуанкаре висловив гіпотезу, що будь-яка гладка поверхня, що топологічно еквівалентна сфері аналогічним чином містить щонайменше три прості замкнені геодезичні, а в 1929 р Люстерник і Шнирельман опублікували доказ гіпотези в якому пізніше були знайдені недоліки. В одному з доказів цієї гіпотези розглядаються гомології простору гладких кривих на сфері та вкорочувальний потік з метою знайдення простої замкненої геодезичної, що представляє кожен з трьох нетривіальних класів гомології цього простору.

## Узагальнення
На додаток, обов'язково існують три прості замкнені геодезичні, довжина яких найбільш пропорційна діаметру поверхні.
Кількість замкнених геодезичних довжин щонайбільше L на гладкій топологічній сфері зростає пропорційно L/log L, але не можна гарантувати, що такі геодезичні будуть простими.
На компактних гіперболічних ріманових поверхнях існує нескінченно багато простих замкнених геодезичних, але якщо накласти обмеження, щоб довжина не перевищувала задане число, то таких кривих буде скінченна кількість. Вони аналітично задаються за допомогою дзета-функції Сельберга. Оцінки швидкості зростання кількості простих замкнених геодезичних, як функції їх довжини, досліджувала Мар'ям Мірзахані.
Існування трьох простих замкнених геодезичних також має місце для будь-якої оберненої фінслерової метрики на 2-сфері.

## Негладкі метрики
Можна визначити геодезичну на деякій поверхні, що не є всюди гладкою, така, як опуклий багатогранник. Однак, деякі багатогранники мають прості замкнені геодезичні, (наприклад тетраедр та рівнограний тетраедр мають нескінченно багато простих замкнених геодезичних) інші не мають. Зокрема, проста замкнена геодезична на опуклому багатограннику обов'язково буде ділити навпіл сумарний дефект вершин, та для майже всіх багатогранників це не буде вірно.
Проте, теорему про три геодезичні можна поширити на випадок квазігеодезичних на опуклому багатограннику. Тобто, будь-який багатогранник має хоча б три прості замкнені квазігеодезичні, що можна довести шляхом наближення багатогранника до гладкої поверхні після чого застосувати теорему про три геодезичні. Можливість побудови квазігеодезичної на опуклому багатограннику за поліноміальний час є відкритим питанням.